# Aedes lokojoensis
Aedes lokojoensis är en tvåvingeart som beskrevs av Michael William Service 1959. Aedes lokojoensis ingår i släktet Aedes och familjen stickmyggor.
Artens utbredningsområde är Nigeria. Inga underarter finns listade i Catalogue of Life.